# 赫夜姫
赫夜姫（かぐやひめ）は、静岡県富士市周辺に伝わる伝説の姫。『竹取物語』の影響を受けている。

## 概要
静岡県の赫夜姫は、大まかな流れは『竹取物語』と同じである。しかし、出生や年代、帝、最後などが各資料によって異なっている。

### 毘沙門堂本『古今集注』
鎌倉時代末期に書写された『古今和歌集』の注釈書である毘沙門堂本『古今集注』には、以下の通り伝わる。
- 欽明天皇の時代、駿川国アサマノ郡に住んでいる翁が、竹の中に金色に光る鶯の卵を見つけた。
- その卵を持ち帰ると、7日ほどで美女が生まれた。翁はその美しさ故に「カクヤヒメ」と名付けた（本文中には赫夜姫という表記は出てこない）。
- 欽明天皇が赫夜姫の噂を聞き、后にしようと乙見丸という人物を勅使に赫夜姫を都へ呼び寄せた。
- 帝の寵愛は限りなかったが、3年後に赫夜姫が「自身は天女である。前世において君（帝）と縁があった故に今下界に降りているのだ」と告白し、縁は尽きたとして鏡を置いて去ってしまった。
- 帝はその鏡を胸に抱き恋焦がれたため、鏡が焼け、消えることはなかった。
- 公卿たちは話し合い、赫夜姫がいた駿河国の富士山にその鏡を送ることとなった。
- 富士山に燃え尽きない鏡が安置されたため、富士山の煙は止むことがなくなった。

この話は、『古今和歌集』では「富士山＝燃ゆ」という単語と結びつけられ一つの歌が詠まれていたのが、『新古今和歌集』以降に富士山と煙を詠み合わせるようになった結果生まれた伝承であるとされる。

### 『曽我物語』
南北朝時代から室町時代にかけて成立したとされる『曽我物語』には、「富士の高嶺をはるばると見上げさせたまひたて、昔竹取の翁鶯の卵を養じて赫夜姫となりし」と記されている。

### 『臥雲日件録』
瑞渓周鳳の日記である『臥雲日件録』の文安4年（1447年）2月20日条によると、城呂（座頭）が駿河国の赫夜姫伝説を語ったという。話の内容は毘沙門堂本『古今集注』とあらかた同じである。ただし、時代は天智天皇とされ、富士＝不死であると説明されるなど独自性も見られる。

### 『詞林采葉抄』
南北朝時代に由阿が記した『詞林采葉抄』によると、富士山は天竺から3年かけて現在の位置に飛んできて、新山・般若山などと呼ばれたという。そして、承和3年（836年）の春には珠のような簾が周囲に降り、貞観5年（863年）の秋には白衣の天女2人が舞ったとされる（この記述は都良香の『富士山記』に基づく）。また、富士山の麓で馬に乗っていた鷹を愛する翁と犬を飼う嫗が赫夜姫を見つけ出したとし、翁は愛鷹明神、嫗は犬飼明神であるとされた。

### 謡曲「富士山」
世阿弥が作成した謡曲「富士山」では、浅間大菩薩が赫夜姫であるとされており、中世に『竹取物語』が伝説化する過程で、その主人公であるかぐや姫が富士山の神に変化したと考えられる。

### 六所家旧蔵資料『富士山大縁起』
現在、富士山かぐや姫ミュージアムに所蔵されている『富士山大縁起』では、延暦年間、桓武天皇の時代に坂上田村麻呂が赫夜姫を呼びに行ったとされる（ただし赫夜姫は拒否している）。また、赫夜姫は、神仏がこの世に姿を現した化身であったとされ、釈迦岳の南にある大岩の岩屋の中へと入り、のちに天皇もその窟へと入り赫夜姫と対談したという。加えて、現在富士市比奈には赫夜姫に関する地名（赫夜姫、中宮、憂涙川など）があるとされる。

## 関連事項
- かぐや姫
- 竹取物語
- 富士山